# Tetraena fontanesii
Tetraena fontanesii o Zygophyllum fontanesii, también llamada uva de mar, uvilla, babosa o salado baboso es una especie de arbusto suculento autóctono de ciertos archipiélagos de la Macaronesia y del noroeste de África.  Su distribución incluye el noroeste de África, islas Salvajes, Cabo Verde y Canarias. Está presente en todas las islas Canarias excepto La Palma.

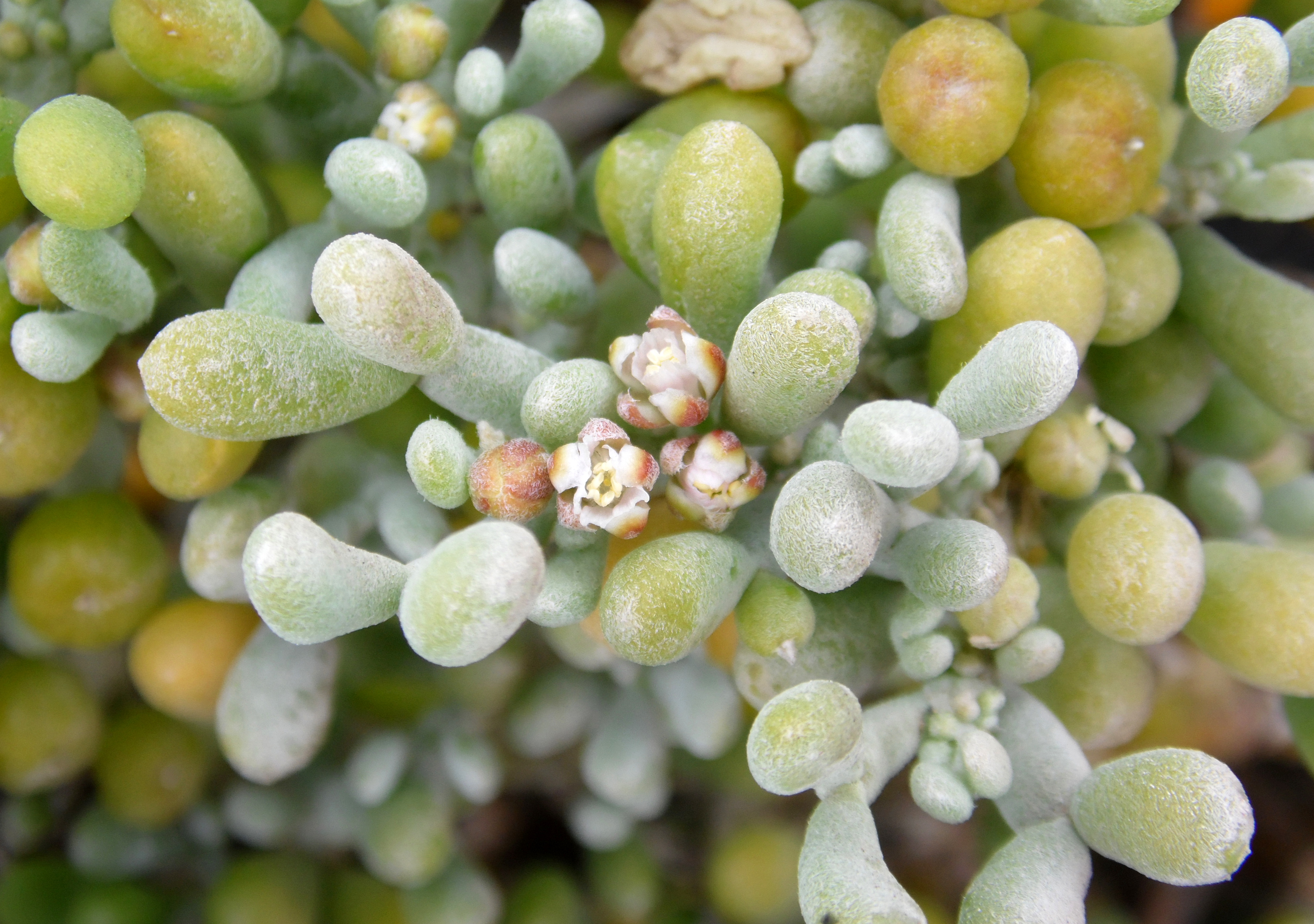
Vista superior de la planta

## Descripción
Se trata de un arbusto suculento densamente ramificado, de tallo leñoso y cuyo porte puede alcanzar hasta 50 centímetros. Su color varía entre el verde y el amarillo, a veces rojizo en el caso de plantas en zonas muy expuestas al sol. Sus hojas son bifoliadas, carnosas, cilíndricas o subcilíndricas. Sus flores solitarias, muy numerosas, son de pequeño tamaño y de un tenue color rosado. Los frutos tipo cápsula crecen hasta 5-7 mm de diámetro y pueden confundirse fácilmente con las hojas. Los frutos maduros y secos se dividen en cinco valvas.

## Ecología
Es una planta costera, halófila y xerófila, capaz de resistir condiciones de insolación intensa y de sequía. Crece sobre sustratos rocosos y arenosos, sobre todo aquellos de la costa norte en el caso de las Islas Canarias. 
La especie forma parte de una comunidad vegetal xerófila del mismo nombre en la que destacan, aparte de Zygophyllum fontanesii, nanofanerófitos y caméfitos como Suaeda mollis, Tamarix canariensis y Frankenia capitata. Esta comunidad tiene la capacidad de retener dunas de pequeño tamaño y así contribuir a la estabilidad del terreno, a partir de sedimentos en tránsito.

## Usos
La especie ha sido explotada en el pasado para la obtención de sosa cáustica, junto con la barrilla.

## Taxonomía
Tetraena fontanesii fue descrita por (Webb & Berthel.) Beier & Thulin y publicado en Pl. Syst. Evol. 240: 35 2003.
Etimología
Tetraena: nombre genérico   
fontanesii: epíteto  dedicada al botánico francés René Louiche Desfontaines (1750-1833).
Sinonimia
- Zygophyllum fontanesii Webb & Berthel.[3]